# 厄热尼莱班
厄热尼莱班（法語：Eugénie-les-Bains，法語發音：[øʒeni le bɛ̃]）是法国朗德省的一个市镇，属于蒙德马桑区。

## 地理
厄热尼莱班（43°41'45"N, 0°22'42"W）面积11.03 平方千米，位于法国新阿基坦大区朗德省，该省份为法国西南部沿海省份，是法國本土面积第二大的省，北起吉倫特省，西临大西洋，南至大西洋比利牛斯省，东临热尔省，东北与洛特-加龍省接壤。
与厄热尼莱班接壤的市镇（或旧市镇、城区）包括：巴于斯苏比朗、克拉桑、迪奥尔-巴尚、圣卢布埃。

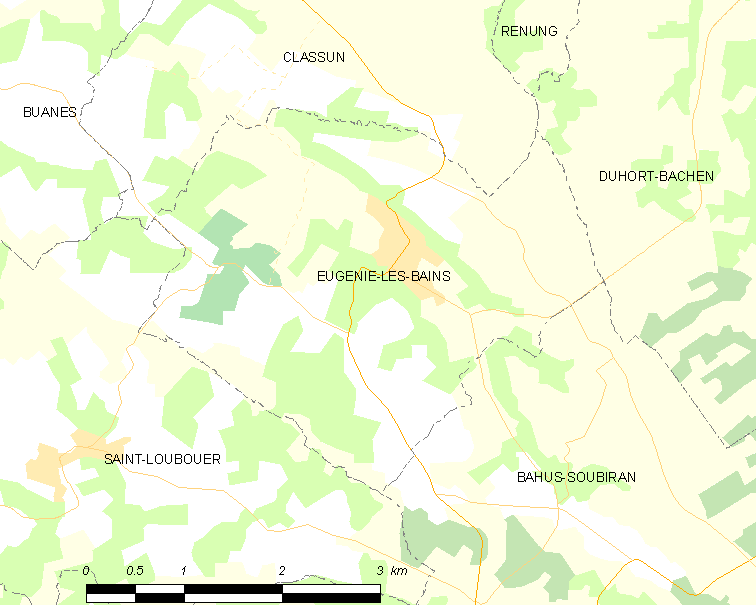
厄热尼莱班的OSM定位图

厄热尼莱班的时区为UTC+01:00、UTC+02:00（夏令时）。

## 行政
厄热尼莱班的邮政编码为40320，INSEE市镇编码为40097。

## 政治
厄热尼莱班所属的省级选区为阿杜尔-阿马尼亚克县。

## 人口

1962-2008年间厄热尼莱班人口变化图示

厄热尼莱班于2022年1月1日时的人口数量为486人。